# Corsairs: Conquest at Sea
Corsairs: Conquest at Sea (tạm dịch: Hải tặc: Chinh phục biển cả) là một trò chơi máy tính thuộc thể loại phiêu lưu/hành động/chiến lược do hãng Microïds (được biết đến với trò Syberia và phần tiếp theo Syberia II) đồng phát triển và phát hành vào năm 1999. Game mô phỏng đời sống của một tàu lùng (tàu của tư nhân được chính phủ giao nhiệm vụ chuyên đi bắt tàu buôn địch) được các nước Anh, Pháp, Hà Lan hay Tây Ban Nha sử dụng gần như trong suốt thế kỷ 17. Người chơi có thể tham gia vào một trong hai chiến dịch gồm một số kịch bản với một mục tiêu cụ thể, hoặc chế độ mạo hiểm, mà mục đích chỉ đơn giản là đánh chiếm tất cả hải cảng trên bản đồ cho quốc gia của người chơi.

## Đón nhận
Corsair nhìn chung được giới phê bình đánh giá tầm thường và được phát hành ở vài quốc gia. Game thường bị xem là chứa đầy lỗi và có âm thanh và đồ họa lỗi thời, nhưng lại được khen ngợi vì phần cốt truyện kha khá và mang tính sáng tạo. Trò chơi có khả năng giới hạn chạy trên Windows 2000 và các hệ điều hành Windows mới hơn, thậm chí có khả năng tương thích chế độ.